# Kultura Jutra
„Kultura Jutra. Miesięcznik poświęcony zagadnieniom nauki, sztuki i wychowania” – czasopismo poruszające tematy społeczne i kulturalne, wydawane podczas okupacji hitlerowskiej w Warszawie od stycznia 1943 do czerwca 1944 roku. Redaktorem był Jerzy Braun. Z tym pismem związane było środowisko konspiracyjnej chrześcijańsko-demokratycznej organizacji Unia. W sumie wydano 16 numerów tego miesięcznika.
Zamieszczano utwory poetyckie, eseje, artykuły, recenzje m.in.: Tadeusza Gajcego, Konstantego Gałczyńskiego, Tadeusza Hollendera, Jerzego Zagórskiego, Władysława Szlengla, Anny Świrszczyńskiej, Stefana Jaracza, Jerzego Turowicza, Jana Zachwatowicza.